# Henri Michaux
Henri Michaux (Namen, 24 mei 1899 – Parijs, 19 oktober 1984) was een Franstalig Belgisch schrijver, dichter en schilder. Hij werd Frans staatsburger in 1955. Zijn werk wordt vaak gerekend tot het surrealisme, al maakte hij zelf geen deel uit van deze kunstbeweging. Michaux ontving in 1965 de Grand Prix National des Lettres en weigerde deze in ontvangst te nemen. Hij ontwikkelde in zijn leven onder andere compassie en toewijding voor mensen met een psychose. Hij experimenteerde met geestverruimende middelen en bracht van die experimenten uitvoerig verslag uit.

## Werken
- Cas de folie circulaire, 1922
- Les Rêves et la jambe, 1923
- Fables des origines, Disque vert, [1923]
- Qui je fus, 1927
- Mes Propriétés, [1929]
- Ecuador, 1929
- Un barbare en Asie, 1933
- La nuit remue, 1935
- Voyage en Grande Garabagne, 1936
- La Ralentie, [1937]
- Lointain intérieur, 1938
- Plume, 1938
- Peintures, GLM, [1939]
- Au pays de la Magie, 1941
- Arbres des Tropiques, 1942
- L'Espace du dedans, 1944
- Épreuves, exorcismes, 1940-1944
- Ici, Poddema, 1946
- Peintures et dessins, Le point du jour, [1946]
- Meidosems, Le point du jour, [1948].
- Ailleurs, 1948
- Nous deux encore, Lambert, 1948
- La Vie dans les plis, 1949
- Poésie pour pouvoir, Drouin, 1949
- Passages, 1950
- Mouvements, 1952
- Face aux verrous, 1954
- L'Infini turbulent, 1957
- Paix dans les brisements, 1959
- Connaissance par les gouffres, 1961
- Vents et poussières, 1962
- Les Grandes Épreuves de l'esprit et les innombrables petites, 1966
- Façons d'endormi, façons d'éveillé, 1969
- Poteaux d'angle, 1971 (een vermeerderde versie verscheen in 1978, de definitieve versie in 1981)
- Misérable miracle (La mescaline), 1972
- En rêvant à partir de peintures énigmatiques, 1972
- Émergences, résurgences, 1972
- Moments, traversées du temps, 1973
- Quand tombent les toits, 1973
- Par la voie des rythmes, 1974
- Idéogrammes en Chine, 1975
- Coups d'arrêt, 1975
- Face à ce qui se dérobe, 1976
- Les Ravagés, 1976
- Jours de silence, 1978
- Saisir, 1979
- Une voie pour l'insubordination, 1980
- Affrontements, 1981
- Chemins recherchés, chemins perdus, transgressions, 1982
- Les Commencements, 1983
- Le Jardin exalté, 1983
- Par surprise, 1983
- Par des traits, 1984
- Déplacements, dégagements, 1985 (postuum)
- Rencontres (avec Paolo Marinotti), 1991 (postuum)
- Jeux d'encre. Trajet Zao Wou-Ki, 1993 (postuum)
- En songeant à l'avenir, 1994 (postuum)
- J'excuserais une assemblée anonyme..., 1994 (postuum)
- À distance, 1996 (postuum)
- Donc c'est non, 2016 (postume uitgave van afwijzingsbrieven)

## Nederlandse vertalingen
- Verschijningen. Nawoord Laurens Vancrevel. Meulenhoff, Amsterdam, 1972.
- Barbaar in Azië. Vertaling Frieda van Tĳn-Zwart. Meulenhoff, Amsterdam, 1976.
- Equador, een reisverhaal. Vertaling Ernst van Altena. Veen, Utrecht, 1985.
- Het huiskameronweer. Vertaling Maarten van Buuren, De Bezige Bij, 1989.
- Roerige nacht. Vertaling Jan Pieter van der Sterre. Sea Urchin Editions, Rotterdam, 2004. Dit boek bevat een vertaalde keuze uit twee vroege bundels prozagedichten: 'Mijn bezittingen' (1929) en 'Roerige nacht' (1933).
- Beroofd door de ruimte. Vertaling Martine Vosmaer en Ben Schot. Nawoord van Jean-Jacques Lebel. Sea Urchin Editions, Rotterdam, 2004.
- Trage nederlaag met volle zeilen. Bloemlezing uit het werk van Henri Michaux, deel 1 (1927-1946), samenstelling en vertaling Bart Vonck, Poëziecentrum vzw, Gent, 2017.
- In je eentje een menigte. Bloemlezing uit het werk van Henri Michaux, deel 2 (1947-1959), samenstelling en vertaling Bart Vonck, Poëziecentrum vzw, Gent, 2022.
- Hoekpijlers. (Poteaux d'Angle). Vertaald door Rokus Hofstede. Koppernik 2025

## Catalogi
- Tentoonstellingscatalogus Stedelijk Museum Amsterdam, 1964
- Gestalten. Vormgeving katalogus W.Sandberg. Hengelose Kunstzaal, 1961

## Over Henri Michaux
- Raymond Bellour & Ysé Tran, Oeuvres Complètes, Gallimard, coll. « La Pléiade », Paris, 1988, T1 1584 p, T2 1488 p, T3 2048 p.
- Raymond Bellour, Henri Michaux ou Une mesure de l'être, Gallimard, coll. « Essais », Paris, 1965, 282 p.
- René Bertelé, Henri Michaux, Seghers, coll. « Poètes d'aujourd'hui », Paris, 1957, 226 p.
- Robert Bréchon, Michaux, Gallimard, coll. « La Bibliothèque idéale », Paris, 1959, 240 p.
- Jean-Philippe Cazier :
  - « Notes pour Henri Michaux », in Chimères #17 ;
  - « Peinture liquide », in Chaoïd #6.
- Alain Jouffroy, Henri Michaux, éd. Georges Fall, coll. « Le Musée de Poche », Paris, 1961, 102 p.
- Maurice Imbert (éd.) :
  - Henri Michaux. Les livres illustrés, La Hune éditeur, 1993 ;
  - Correspondance Adrienne Monnier et Henri Michaux, La Hune éditeur, 1999.
- Jean-Pierre Martin, Henri Michaux, Gallimard, Paris, 2004, 746 p.
- Jean-Michel Maulpoix, Michaux, passager clandestin, Champ Vallon, coll. « champ poétique », 1984, 207 p.
- Farid Laroussi, Ecritures du sujet : Michaux, Jabès, Gracq, Tournier, Editions Sils Maria, 2006, 184 p.
- Claire Stoullig, Henri Michaux, le langage du peintre, le regard du poète, Galerie Thessa Herold Paris, 1994, 160 p.
- Claude Frontisi, Henri Michaux, le regard des autres, Galerie Thessa Herold Paris, 1999, 136 p.
- Rainer Michael Mason Henri Michaux, les années de synthèse, 1965-1984, Galerie Thessa Herold Paris, 2002, 96 p.
- Jacq Vogelaar, Michaux, kort en klein. In; Raster, jg 2007, blz 194

## Over Michaux als schilder
- Müller-Yao, Marguerite Hui: Der Einfluß der Kunst der chinesischen Kalligraphie auf die westliche informelle Malerei, Diss. Bonn, Köln 1985.
- Müller-Yao, Marguerite: Informelle Malerei und chinesische Kalligrafie, in: Informel, Begegnung und Wandel, (hrsg von Heinz Althöfer, Schriftenreihe des Museums am Ostwall; Bd. 2), Dortmund 2002.
- Rolf Wedewer, Die Malerei des Informel. Weltverlust und Ich-Behauptung, Deutscher Kunstverlag, München, 2007.